# サルヴァトーレ・アンティボ
サルヴァトーレ・アンティボ（Salvatore Antibo、1962年2月7日 - ）は、イタリアの陸上競技選手。1988年ソウルオリンピックの銀メダリストである。シチリア島パレルモ県アルトフォンテ出身。

## 経歴
アンティボは、トラックの長距離種目を得意としたランナーで、ロサンゼルスオリンピックの10000mでは5位でゴール。しかし、この種目は同じイタリアのアルベルト・コバが金メダルを獲得したため、アンティボの活躍はコバに隠れてしまった。なお、この種目では当初2位でゴールしたフィンランドのマルッティ・バイニオが薬物違反で失格となったため、アンティボは4位に繰り上がった。3位のケニアのマイケル・ムスヨキとはわずか100分の4秒差で銅メダルを逃すこととなった。
アンティボは、2年後のヨーロッパ陸上競技選手権大会の10000mでは28分00秒25で、ステファノ・メイ、コバとともにイタリアが表彰台を独占したものの3位となった。
1988年ソウルオリンピックでも10000mに出場。世界記録に迫るハイペースでモロッコのブラヒム・ブタイブが先頭を独走する中、アンティボはケニアのキプケンボイ・キメリと2位グループを形成。ラスト100mとなったところでアンティボがキメリを突き放し27分23秒55で銀メダルを獲得した。
1990年のヨーロッパ選手権では、5000m、10000mの2冠に輝く。10000mは自ら先頭を引っ張っていくレース。5000mでは最後の直線のスプリントで勝利するといった異なる戦いで勝利を収めた。
1991年の東京で行われた世界選手権では10000mに出場。優勝候補の一人と見られていた。アンティボはレース序盤からペースを変えたり積極的なレースを見せた。しかし、ケニアの選手がペースをあげると、すぐに先頭争いから脱落していった。実は、アンティボはレースの途中にてんかんの症状が出ていたということが後に明らかになった。
アンティボは、1992年バルセロナオリンピックの10000mでもメダルまであと一歩となる4位となっている。

## 自己ベスト
- 5000m - 13分05秒59 (1990年)
- 10000m - 27分16秒50 (1989年)

## 主な実績
| 年   | 大会                         | 場所                         | 種目   | 結果  | 記録       |
| ---- | ---------------------------- | ---------------------------- | ------ | ----- | ---------- |
| 1982 | ヨーロッパ陸上競技選手権大会 | アテネ(ギリシャ)             | 10000m | 6位   | 28分21秒07 |
| 1983 | 世界選手権                   | ヘルシンキ(フィンランド)     | 5000m  | 13位  | 13分40秒76 |
| 1984 | オリンピック                 | ロサンゼルス(アメリカ合衆国) | 10000m | 4位   | 28分06秒50 |
| 1986 | ヨーロッパ陸上競技選手権大会 | シュトゥットガルト(西ドイツ) | 10000m | 3位   | 28分00秒25 |
| 1987 | 世界選手権                   | ローマ(イタリア)             | 5000m  | - (q) | DNS        |
| 1987 | 世界選手権                   | ローマ(イタリア)             | 10000m | 16位  | 28分33秒77 |
| 1988 | オリンピック                 | ソウル(韓国)                 | 10000m | 2位   | 27分23秒55 |
| 1990 | ヨーロッパ陸上競技選手権大会 | スプリト(ユーゴスラビア)     | 5000m  | 1位   | 13分22秒00 |
| 1990 | ヨーロッパ陸上競技選手権大会 | スプリト(ユーゴスラビア)     | 10000m | 1位   | 27分41秒27 |
| 1991 | 世界選手権                   | 東京(日本)                   | 10000m | 20位  | 28分52秒41 |
| 1992 | オリンピック                 | バルセロナ(スペイン)         | 10000m | 4位   | 28分11秒39 |

- qは予選